# 通天巴士
通天巴士（Airbus），是九巴／龍運為機場巴士建立的品牌。

## 九巴
1986年，九巴將200和201兩線，分別改為A2和A1，並開始使用「通天巴士 Airbus」這名稱，以宣傳前往啟德機場的豪華巴士路線。後來，通天巴士路線愈開愈多，分別有A3、A4、A5、A7。其中A4只開辦了一年左右就取消了。此外，九巴亦曾開辦A8和A9兩條臨時路線，疏導的士罷工時，機場滯留的旅客。
九巴所有通天巴士線的車輛及路線均統一由九龍灣車廠負責管轄及派車，其他車廠均沒有參與該等路線的營辦，此乃一個較為特別的情況。同時由於九巴旗下絕大部份的通天巴士車輛均為丹尼士的出品（只有少量作支援性質的豐田Coaster〔AT〕以及三菱MK〔AM〕例外），因此當時丹尼士廠方特意在九龍灣車廠設立通天巴士的維修場，為九巴旗下龐大的丹尼士通天巴士車隊（丹尼士獵鷹［AF］、丹尼士飛鏢［AA］和丹尼士長矛［AN］）作出維修方面的支援。
隨著1998年7月6日啟德機場停用，九巴通天巴士服務結束，由「通天巴士」一詞的應用轉至龍運巴士，而九龍灣車廠的工場亦隨之關閉。

### A1
A1線，前身為1975年開辦的201線，是一條啟德機場巴士路線，由九巴營辦，來往啟德機場及尖沙咀。啟德機場關閉後，此線取消。
歷史
- 1975年2月17日：A1線前身201線投入服務，來往啟德機場及尖沙咀碼頭[1]。
- 1978年10月2日：總站由尖沙咀碼頭遷往力寶太陽廣場現址。
- 1985年9月28日：尖沙咀總站遷往尖沙咀（東）。
- 1986年3月26日：201線改為全線空調服務，並改為循環線運作。
- 1986年11月6日：路線編號改為A1。
- 1998年7月6日：啟德機場關閉，此線取消。

服務時間及班次
- 啟德機場開
  - 07:00-00:00：10-15分鐘一班

收費
| 收費調整生效日期           | 全程收費 | 分段收費     |
| -------------------------- | -------- | ------------ |
| 1997年12月1日              | $13.1    | 不設分段收費 |
| 1996年4月4日               | $13.0    | 不設分段收費 |
| 1994年4月1日               | $11.0    | 不設分段收費 |
| 1993年4月5日               | $9.0     | 不設分段收費 |
| 1990年3月18日              | $8.0     | 不設分段收費 |
| 1989年7月2日               | $6.0     | 不設分段收費 |
| 1987年2月1日               | $5.0     | 不設分段收費 |
| 1986年11月6日 （改為A1線） | $3.0     | 不設分段收費 |
| 1981年4月12日              | $2.5     | 不設分段收費 |
| 1980年2月3日               | $1.5     | 不設分段收費 |
| 1975年12月17日             | $1.0     | 不設分段收費 |
| 1975年2月17日              | $2.0     | 不設分段收費 |

此路線早期大小同價，後期才增設12歲以下小童半價優惠；上車付款，不設找續，或在啟德機場的售票處購買單程車票。
行走路線
此路線的官方全程行車里數為11.9公里，行車時間約為54分鐘。（平均行車時速約為13.2公里）

途經：世運道、宋皇臺道、支路、宋皇臺道、譚公道、馬頭圍道、漆咸道北、漆咸道南、金馬倫道、加拿芬道、金巴利道、彌敦道、梳士巴利道、尖沙咀碼頭、梳士巴利道、漆咸道南、漆咸道北、東九龍走廊、機場隧道、宋皇臺道、世運道、協調道、啟揚道（離境層）及協調道

#### 歷史資料
服務時間及班次
- 啟德機場開出
  - 每日：07:00-23:15（15分鐘一班）

收費
- 全程收費：$1.0

行走路線
- 途經街道：世運道、譚公道、馬頭圍道、漆咸道北、漆咸道南、金馬倫道、加拿分道、金巴利道、彌敦道、梳士巴利道、尖沙咀碼頭總站、梳士巴利道、漆咸道南、漆咸道北、馬頭圍道、宋王台道、世運道、機場總站

服務時間及班次
- 啟德機場開出
  - 每日：07:00-23:15（15分鐘一班）

收費
- 全程收費：$3.0
  - 此路線大小同價，通天巴士代用券適用，學童車船優待證不適用

行走路線
- 途經街道：世運道、譚公道、馬頭圍道、漆咸道北、漆咸道南、金馬倫道、加拿分道、金巴利道、彌敦道、梳士巴利道、尖沙咀碼頭總站、梳士巴利道、漆咸道南、漆咸道北、東九龍走廊、機場隧道、宋皇台道、世運道、協調道、機場大廈二樓離境室、協調道、機場總站

### A2
A2線，前身為1975年開辦的200線，是一條啟德機場「通天巴士」路線，由九巴營辦， 來往啟德機場及中環（港澳碼頭）。啟德機場關閉後，此線取消。
歷史
- 1975年3月17日：此線前身200線投入服務，初期為試辦性質，來往啟德機場及中環（域多利皇后街）[6]。
- 1976年6月16日[來源請求]：總站遷往中環（雪廠街）。
- 1984年2月6日：總站遷往中環（港澳碼頭）。
- 1985年5月24日：改經東九龍走廊。
- 1985年12月5日：改為全線空調服務，但根據部份照片顯示，此線在之前曾經短時間以丹尼士獵鷹空調巴士和亞比安豪華巴士混合行走。
- 1986年11月6日：200線分拆為A2及A3兩線。
- 1988年10月8日：往啟德機場方向改經鴻興道前往海底隧道，不經告士打道。[7]
- 1998年7月6日：啟德機場關閉，此線取消。

服務時間及班次
- 啟德機場開
  - 07:00-00:00：10-15分鐘一班

- 中環（港澳碼頭）開
  - 06:30-23:35：10-15分鐘一班[8]

收費
全程收費：$20.3
- 離開機場後往中環（港澳碼頭）：$15.0
- 過海底隧道後往中環（港澳碼頭）：$7.5
- 過海底隧道後往啟德機場：$13.1

此路線設有12歲以下小童半價優惠；上車付款，不設找續。
行走路線
此路線的官方全程行車里數為11.0公里，行車時間約為38分鐘。（平均行車時速約為17.4公里）

- 往中環（港澳碼頭）方向：途經世運道、宋皇臺道、土瓜灣道、新山道、東九龍走廊[9]、漆咸道北、康莊道、紅磡海底隧道、告士打道、夏愨道、干諾道中及港澳碼頭通道[2]
- 往啟德機場方向：途經港澳碼頭通道、干諾道中、林士街、德輔道中、遮打道、美利道、金鐘道、軒尼詩道、菲林明道、會議道、港灣道、杜老誌道、鴻興道、紅磡海底隧道、康莊道、漆咸道北、東九龍走廊、機場隧道、宋王臺道、世運道、協調道、啟揚道（離境層）及協調道[2][10]

#### 歷史資料
| 收費調整生效日期           | 全程收費 | 分段收費                                                                                               |
| -------------------------- | -------- | --- |
| 1997年12月1日              | $20.3    | 離開機場後往中環（港澳碼頭）：$15.0 過海底隧道後往中環（港澳碼頭）：$7.5 過海底隧道後往啟德機場：$13.1 |
| 1996年4月4日               | $19.0    | 離開機場後往中環（港澳碼頭）：$14.0 過海底隧道後往中環（港澳碼頭）：$7.0 過海底隧道後往啟德機場：$13.0 |
| 1994年4月1日               | $17.0    | 離開機場後往中環（港澳碼頭）：$12.0 過海底隧道後往中環（港澳碼頭）：$6.5 過海底隧道後往啟德機場：$11.0 |
| 1993年4月5日               | $14.0    | 離開機場後往中環（港澳碼頭）：$10.0 過海底隧道後往中環（港澳碼頭）：$6.0 過海底隧道後往啟德機場：$9.0  |
| 1991年3月31日              | $12.0    | 離開機場後往中環（港澳碼頭）：$10.0 過海底隧道後往中環（港澳碼頭）：$6.0 過海底隧道後往啟德機場：$8.0  |
| 1990年3月18日              | $10.0    | 離開機場後往中環（港澳碼頭）：$8.0 過海底隧道後往中環（港澳碼頭）：$5.0 過海底隧道後往啟德機場：$8.0   |
| 1989年7月2日               | $8.0     | 離開機場後往中環（港澳碼頭）：$6.0 過海底隧道後往中環（港澳碼頭）：$4.0 過海底隧道後往啟德機場：$6.0   |
| 1987年2月1日               | $7.0     | 離開機場後往中環（港澳碼頭）：$5.0 過海底隧道後往中環（港澳碼頭）：$3.0 過海底隧道後往啟德機場：$5.0   |
| 1986年11月6日 （改為A2線） | $5.0     | 過海底隧道後往中環（港澳碼頭）：$3.0 過海底隧道後往啟德機場：$3.0                                      |
| 1981年4月12日              | $4.0     | 百德新街往中環（雪廠街）：$2.0 海底隧道收費廣場往啟德機場：$2.0                                        |
| 1980年2月3日               | $2.5     | 百德新街往中環（雪廠街）：$1.5 海底隧道收費廣場往啟德機場：$1.5                                        |
| 1975年12月17日             | $2.0     | 百德新街往中環（域多利皇后街）：$1.0 海底隧道收費廣場往啟德機場：$1.0                                  |
| 1975年3月17日              | $3.0     | 不詳                                                                                                   |

此路線設有12歲以下小童半價優惠；上車付款，不設找續，或在啟德機場的售票處購買單程車票。
此路線的官方全程行車里數為12.2公里，行車時間約為34分鐘。（平均行車時速約為21.5公里）

服務時間及班次
- 啟德機場開出
  - 每日
    - 07:25-19:40（15分鐘一班）

| - 中環（雪廠街）開出 - 每日 - 07:00-20:15（15分鐘一班） |

收費
- 全程收費：$2.0
  - 此路線大小同價，學童乘車半價證及代用券亦不適用

用車
- 載客量38人之單層巴士，不設企位
- 每小時每方向最低載客量：152人

服務時間及班次
- 啟德機場開出
  - 星期一至六：06:50-23:05（15分鐘一班）
  - 星期日及公眾假期：06:50-23:14（12分鐘一班）

| - 中環（港澳碼頭）開出 - 星期一至六：07:35-23:50（15分鐘一班） - 星期日及公眾假期：07:35-23:55（12分鐘一班） |

收費
- 全程收費：$5.0
  - 過海底隧道後往機場：$3.0
  - 此路線大小同價，通天巴士代用券適用，學童車船優待證不適用

行走路線
- 往中環（港澳碼頭）方向：途經世運道、宋皇台道#、土瓜灣道、新山道、東九龍走廊、漆咸道北、康莊道、海底隧道、告士打道、夏慤道、干諾道中、會所街、遮打道、美利道、干諾道中、港澳碼頭通道
  - 於每日09:30前改經譚公道及馬頭圍道
- 往啟德機場方向：途經港澳碼頭通道、干諾道中、機利文街、德輔道中、遮打道、美利道、金鐘道、軍器廠街、告士打道、菲林明道、港灣道、分域街、告士打道、海底隧道、康莊道、漆咸道北、東九龍走廊、機場隧道、宋皇台道、世運道、協調道、機場大廈二樓離境室、協調道、機場總站

### A3
A3線是一條啟德機場「通天巴士」路線，由九巴營辦，循環來往啟德機場及銅鑼灣。隨著啟德機場關閉後，此路線取消。
歷史
- 1986年11月6日：此線投入服務，取代200線原有部份服務。
- 1998年7月6日：啟德機場關閉，此線取消。

服務時間及班次
- 由啟德機場開出
  - 每日：07:00-00:00（10-15分鐘一班）

收費
全程收費：$20.3
- 離開機場後往銅鑼灣：$15.0
- 銅鑼灣往機場：$20.3
- 過海底隧道後往機場：$13.1

| 收費調整生效日期 | 全程收費 | 分段收費                                                                           |
| ---------------- | -------- | ---------------------------------------------------------------------------------- |
| 1997年12月1日    | $20.3    | 離開機場後往 銅鑼灣：$15.0 百德新街往啟德機場：$20.3 過海底隧道後往啟德機場：$13.1 |
| 1996年4月4日     | $19.0    | 離開機場後往 銅鑼灣：$14.0 百德新街往啟德機場：$19.0 過海底隧道後往啟德機場：$13.0 |
| 1994年4月1日     | $17.0    | 離開機場後往 銅鑼灣：$12.0 百德新街往啟德機場：$17.0 過海底隧道後往啟德機場：$11.0 |
| 1993年4月5日     | $14.0    | 離開機場後往 銅鑼灣：$10.0 百德新街往啟德機場：$14.0 過海底隧道後往啟德機場：$9.0  |
| 1991年3月31日    | $12.0    | 離開機場後往 銅鑼灣：$10.0 百德新街往啟德機場：$12.0 過海底隧道後往啟德機場：$8.0  |
| 1990年3月18日    | $10.0    | 離開機場後往 銅鑼灣：$8.0 百德新街往啟德機場：$10.0 過海底隧道後往啟德機場：$8.0   |
| 1989年7月2日     | $8.0     | 離開機場後往 銅鑼灣：$6.0 百德新街往啟德機場：$8.0 過海底隧道後往啟德機場：$6.0    |
| 1987年2月1日     | $7.0     | 離開機場後往 銅鑼灣：$5.0 百德新街往啟德機場：$7.0 過海底隧道後往啟德機場：$5.0    |
| 1986年11月6日    | $5.0     | 過海底隧道後往啟德機場：$3.0                                                       |

| 註：此線大小同價；上車付款，不設找續，或在啟德機場的售票處購買單程車票。 |

行車路線
此路線的官方全程行車里數為16.8公里，行車時間約為54分鐘。（平均行車時速約為18.7公里）

途經：世運道、宋皇臺道、土瓜灣道、新山道、東九龍走廊、漆咸道北、康莊道、紅磡海底隧道、告士打道、告士打道天橋、告士打道、加寧街、京士頓街、百德新街、記利佐治街、告士打道、波斯富街、禮頓道、邊寧頓街、怡和街、軒尼詩道、堅拿道巴士專線、堅拿道天橋、紅磡海底隧道、康莊道、漆咸道北、東九龍走廊、機場隧道、宋王臺道、世運道、協調道、啟揚道（離境層）及協調道

#### 歷史資料
服務時間及班次
- 啟德機場開出
  - 每日：06:55-23:10（15分鐘一班）

收費
- 全程收費：$5.0
  - 過海底隧道後往機場：$3.0
  - 此路線大小同價，通天巴士代用券適用，學童車船優待證不適用

行走路線
- 途經街道：世運道、宋皇台道#、土瓜灣道、新山道、東九龍走廊、漆咸道北、康莊道、海底隧道、天橋、告士打道、加寧街、京士頓街、百德新街、記利佐治街、告士打道、波斯富街、禮頓道、希慎道、新寧道、禮頓道、堅拿道西、堅拿道天橋、海底隧道、康莊道、漆咸道北、東九龍走廊、機場隧道、宋皇台道、世運道、協調道、機場大廈二樓離境室、協調道、機場總站
  - 於每日09:30前改經譚公道及馬頭圍道

### A4
A4線是一條啟德機場「通天巴士」路線，由九巴營辦，來往啟德機場及中港碼頭，但僅服務一年便停辦。
歷史
- 1990年1月24日：此線投入服務，初時由啟德機場往旺角火車站，以循環線運作。
- 1990年7月28日：總站延長至中港碼頭，維持繞經旺角火車站，並取消循環線運作。
- 1991年5月1日：此線取消。

服務時間及班次
- 由啟德機場開出
  - 每日：07:00-23:30（15分鐘一班）
- 由中港碼頭開出
  - 每日：07:45-23:45（15分鐘一班）

收費
| 收費調整生效日期 | 全程收費 | 分段收費                                                  |
| ---------------- | -------- | --------------------------------------------------------- |
| 1991年3月31日    | $8.0     | 啟德機場往來旺角火車站：$6.0 中港碼頭往來旺角火車站：$3.5 |
| 1990年3月18日    | $6.0     | 不設分段收費                                              |
| 1990年1月24日    | $5.0     | 不設分段收費                                              |

此線大小同價；上車付款，不設找續，或在啟德機場的售票處購買單程車票。
行走路線
此路線的官方全程行車里數為8.2公里，行車時間約為40分鐘。（平均行車時速約為12.3公里）

- 往中港碼頭方向：途經世運道、馬頭涌道、九龍城迴旋處、太子道西、洗衣街、亞皆老街、聯運街、旺角火車站巴士總站、弼街、彌敦道、佐敦道、廣東道
- 往啟德機場方向：途經廣東道、佐敦道、彌敦道、亞皆老街、上海街、旺角道、洗衣街、亞皆老街、聯運街、旺角火車站巴士總站、弼街、洗衣街、界限街、太子道西、太子道東、天橋、啟揚道、協調道、機場公共交通總站

### A5
A5線是一條已停辦的啟德機場通天巴士路線，由九巴營辦，循環來往啟德機場及太古城，途經北角、鰂魚涌及西灣河，因香港國際機場遷往赤鱲角而於1998年7月取消。
此路線往香港島方向途經海底隧道，往啟德機場方向則途經東區海底隧道，是少數來回程途經不同隧道的過海專營巴士路線之一。
歷史
- 1992年12月20日：A5線投入服務，當時的服務時間為09:00-23:00。
- 1998年7月6日：啟德機場關閉，此線取消。

服務時間及班次
- 由啟德機場開出
  - 每日：07:00-23:30（10-15分鐘一班）

收費
| 收費調整生效日期 | 全程收費 | 分段收費                                                                                      |
| ---------------- | -------- | --------------------------------------------------------------------------------------------- |
| 1997年12月1日    | $20.3    | 離開機場後往太古城：$15.0 過海底隧道後往啟德機場：$20.3 東區海底隧道收費廣場往啟德機場：$13.1 |
| 1996年4月4日     | $19.0    | 離開機場後往太古城：$14.0 過海底隧道後往啟德機場：$19.0 東區海底隧道收費廣場往啟德機場：$13.0 |
| 1994年4月1日     | $17.0    | 離開機場後往太古城：$12.0 過海底隧道後往啟德機場：$17.0 東區海底隧道收費廣場往啟德機場：$11.0 |
| 1993年4月5日     | $14.0    | 離開機場後往太古城：$10.0 過海底隧道後往啟德機場：$14.0 東區海底隧道收費廣場往啟德機場：$9.0  |
| 1992年12月20日   | $12.0    | 離開機場後往太古城：$10.0 過海底隧道後往啟德機場：$12.0 東區海底隧道收費廣場往啟德機場：$8.0  |

此線大小同價；上車付款，不設找續，或在啟德機場的售票處購買單程車票。
行走路線
此路線的官方全程行車里數為25.5公里，行車時間約為68分鐘。（平均行車時速約為22.5公里）

途經：世運道、宋皇臺道、支路、宋皇臺道、譚公道、馬頭圍道、漆咸道北、康莊道、海底隧道、維園道、告士打道天橋、告士打道、高士威道、興發街、歌頓道、電氣道、渣華道、英皇道、筲箕灣道、太康街、東區走廊、東區海底隧道、鯉魚門道、觀塘繞道、太子道東、協調道、啟揚道（離境層）、協調道、德高道

### A7
A7線是一條已停辦的啟德機場通天巴士路線，由九巴營辦，循環來往啟德機場及九龍塘站，因香港國際機場遷往赤鱲角而於1998年7月取消。
歷史
- 1994年6月5日：A7線投入服務。
- 1998年7月6日：啟德機場關閉，此線取消。

服務時間及班次
- 由啟德機場開
  - 每日：08:00-23:00（10-15分鐘一班）

收費
- 全程收費：$7.2
  - 富美街往啟德機場：$5.6

歷年收費
| 收費調整生效日期 | 全程收費 | 分段收費               |
| ---------------- | -------- | ---------------------- |
| 1997年12月1日    | $7.2     | 富美街往啟德機場：$5.6 |
| 1995年4月2日     | $6.7     | 不設分段收費           |
| 1994年6月5日     | $8.5     | 不設分段收費           |

| 註：此線大小同價；上車付款，不設找續，或在啟德機場的售票處購買單程車票。 |

行走路線
此路線的官方全程行車里數為9.6公里，行車時間約為35分鐘。（平均行車時速約為16.5公里）

途經：世運道、宋皇臺道、支路、宋皇臺道、馬頭涌道、太子道西、聯合道、窩打老道、歌和老街、根德道、沙福道、窩打老道、聯合道、竹園道、富美街、富強街、橫頭磡中道、橫頭磡東道、樂富巴士總站、橫頭磡東道、聯合道、太子道西、馬頭涌道、幸運道、世運道、協調道、啟達道（抵港層）、協調道及德高道

## 龍運巴士

龍運一台使用「通天巴士 AIRBUS」塗裝的丹尼士三叉戟三型巴士

由於龍運巴士預計將來大部份巴士線，都會途經新機場，於是由成立初期起，旗下的巴士都漆上了「通天巴士 AIRBUS」的字樣，繼承九巴通天巴士的品牌。雖然部份路線如E31並不途經新機場，巴士上仍有「通天巴士」字樣，以九巴車隊運作的路線如X1、X33、X41、X48、R8、R42線則沒有「通天巴士」字樣。直至2016年6月龍運巴士在客車版E500 MMC股役時全面更換與九巴標誌雷同的新公司標誌為止。

## 外部連結
- 九巴「通天巴士」10月退役 （页面存档备份，存于）